# Harihara al II-lea
Harihara al II-lea (1377–1404 CE) a fost un împărat al Imperiului Vijayanagara din Dinastia Sangama. O importantă lucrare despre Vede a fost terminată în timpul domniei sale. A primit titlurile Vaidikamarga Sthapanacharya și Vedamarga Pravartaka.